# Amilly (Loiret)
Amilly è un comune francese di 12 250 abitanti situato nel dipartimento del Loiret nella regione del Centro-Valle della Loira.

## Origini del nome
Aemilius, cittadino del vicus gallo-romano di Les Closiers, acquistò nel IV secolo una tenuta sul sito dell'attuale Amilly. Qui trovarono rifugio gli abitanti della zona quando i barbari invasero la regione. Da questo esodo nacque un paese il cui nome deriva da quello di Aemilius: Amiliacum, oggi Amilly.

## Società

### Evoluzione demografica
Abitanti censiti

## Amministrazione

### Gemellaggi
- Nordwalde
- Vilanova del Camí
- Calcinaia